# Hämnden är min AB
Hämnden är min AB och sju andra historier är en samling av åtta noveller av den brittiska författaren Roald Dahl. Bokens gavs först ut på svenska 1990.

## Noveller
Novellerna kommer främst från de engelska novellsamlingarna More Tales of the Unexpected (1980) och Two Fables (1986), medan två av berättelserna ("Bokhandlaren" och "Kirurgen") var nyskrivna för Hämnden är min AB.

### Hämnden är min AB
Först släppt i More Tales of the Unexpected 1980.

### Butlern
Först släppt i More Tales of the Unexpected 1980.

### Paraplymannen
Först släppt i More Tales of the Unexpected 1980.

### Mr Botibol
Först släppt i More Tales of the Unexpected 1980.

### Bokhandlaren
Aldrig tidigare släppt.

### Kirurgen
Aldrig tidigare släppt.

### Prinsessan och tjuvjägaren
Först släppt i Two Fables 1986.

### Prinsessan Mammalia
Först släppt i Two Fables 1986.